# Krzysztof Sokołowski (wokalista)
Krzysztof Sokołowski (ur. 16 maja 1987 w Skarżysku-Kamiennej) – polski wokalista heavymetalowy, kompozytor i autor tekstów.
Znany głównie z występów z zespołem Nocny Kochanek, który założył wspólnie z członkami grupy Night Mistress. Z Night Mistress współpracuje od 2003 roku. W latach 2012–2015 pełnił rolę wokalisty w warszawskim zespole heavymetalowym – Exlibris. Uznany  przez słuchaczy Antyradia „Wokalistą rocku” w latach: 2017, 2018, 2019, 2021 i 2022. Od 2024 roku tworzący również jako artysta solowy pod szyldem SOKOŁOWSKI [8].

## Życiorys
W 2003 roku dołączył do powstałego wówczas w Skarżysku-Kamiennej zespołu Nemesis, który znany był później jako Night Mistress. Zagrał z nim swoje pierwsze koncerty i nagrał demo Dłoń z Podziemi w 2005 oraz minialbum In the Land of the Freezing Sun z 2006 roku. Po ukończeniu liceum wyjechał do Lublina, gdzie studiował lingwistykę stosowaną na Uniwersytecie Marii Curie-Skłodowskiej. W tym czasie nagrał z Night Mistress album The Back of Beyond w 2010 roku. Studia ukończył w 2011 roku i przeniósł się do Warszawy, gdzie mieszkała większa część składu zespołu. W Warszawie w 2. dekadzie XXI wieku przez pięć lat pracował jako nauczyciel języka angielskiego w gimnazjum w dzielnicy Wola, jednak zrezygnował z tej pracy m.in. z powodu trudności związanych z łączeniem jej z koncertami oraz niewysokich zarobków. W 2012 roku nadal będąc wokalistą Night Mistress, dołączył do warszawskiego Exlibris, z którym zarejestrował dwie płyty studyjne: Humagination w 2013 roku oraz Aftereal w 2014 roku. W 2014 roku wraz z Night Mistress nagrał płytę Into the Madness. W 2015 roku wraz z członkami Night Mistress postanowił nagrać płytę jako Nocny Kochanek. Ich debiutancki album zatytułowany Hewi Metal ukazał się w listopadzie 2015 roku. Niecałe dwa lata później została wydana płyta Zdrajcy metalu, która nieco ponad rok od daty swojej premiery otrzymała status złotej płyty. W styczniu 2019 roku, na chwilę przed premierą trzeciej płyty zespołu, album Hewi Metal otrzymał status złotej płyty. 11 stycznia 2019 roku wraz z zespołem Nocny Kochanek zaprezentował wydawnictwo Randka w ciemność.
W maju 2020 roku zasilił skład supergrupy Polish Metal Alliance, złożonej z polskich muzyków rockowych i metalowych. W ramach tejże formacji, w sierpniu nagrał partie wokalne jako jeden z trzech wokalistów (obok Macieja Koczorowskiego i Piotra Cugowskiego) do utworu „The Trooper” Iron Maiden.
24 września 2021 roku wydał z Nocnym Kochankiem płytę Stosunki międzynarodowe złożoną z popularnych utworów oryginalnie wykonywanych przez znane zespoły rockowe i metalowe. Na potrzeby albumu Sokołowski przełożył wszystkie teksty z języka angielskiego na polski, zachowując pierwotne znaczenie oraz nadając im jednocześnie elementy parodystyczne znane z utworów Nocnego Kochanka.
W październiku 2021 roku został ambasadorem kampanii społecznej Movember Polska 2021. Wraz z innymi artystami zaangażowanymi w tę akcję nagrał piosenkę zatytułowaną „Wszyscy za jednego”, będącą hymnem kampanii, promującym dbanie o zdrowie fizyczne i psychiczne. Wystąpił również w klipie do wspomnianego utworu.
4 sierpnia 2022 roku, podczas 28. edycji festiwalu Pol’and’Rock, wystąpił w roli gościa Akademii Sztuk Przepięknych.
W styczniu 2024 roku zaczął prowadzić swoją autorską audycję „Człowiek z Metalu” w stacji radiowej Eska Rock. Program nadawany jest na żywo, w każdą środę o 21:00.
19 stycznia 2024 roku ukazał się debiutancki album artysty Taki jak ja. 

## Dyskografia

### Albumy i minialbumy

#### Night Mistress
- Dłoń z Podziemi (demo, 2005)[8]
- In the Land of the Freezing Sun (EP, 2006)
- The Back of Beyond (2010)[10]
- Into the Madness (2014)[15]

#### Exlibris
- Humagination (2013)[25]
- Aftereal (2014)[26]

#### Nocny Kochanek
- Hewi Metal (2015)[16]
- Zdrajcy metalu (2017)[27]
- Randka w ciemność (2019)[19]
- Alkustycznie (2020)
- Stosunki międzynarodowe (2021)
- O jeden most za daleko (2022)[28]
- Urwany film (2025)

SOKOŁOWSKI
- Taki jak ja (2024)

### DVD
- The Night of Burning (DVD, 2016)
- Przystanek Woodstock Live 2017 (DVD, 2017)
- Noc z Kochankiem – Lajw na Żywo (DVD, 2018)
- Festiwal Pol’and’Rock 2018 (DVD, 2019)